# Büky József
Felsőpulyai Büky József (névváltozatok: Beüky, Bük) (Hercegszántó, 1758. március 18. (keresztelés) – Nagyvárad, 1810–1820 között) orvos.

## Élete
Bük Sándor fia. Bölcseleti és orvosi tanulmányait a nagyszombati és a budai egyetemen végezte. 1782-ben avatták orvostudorrá; ezután Bács vármegye, 1801-ben Bihar vármegye főorvosa és táblabírája lett.

## Munkái
- Dissertatio inaug. medica de vermibus nasalibus. Budae, 1782.
- A józan okosság törvénye. Lichtwer után németből fordította versekben. Pozsony, 1784.
- Hivatalbeli oktatás a pestis alkalmatosságával. Ujvidék, 1795.
- Dispositiones medico-politicae. Hely n., 1795.
- Methodus visa reperta instituendi. Mire kell a visum repertumban vigyázni. Debreczen. 1802. (Bük névvel, magyar és latin szöveggel.)